# Pont en arc en treillis
Un pont en arc en treillis est un pont combinant les éléments du pont en treillis et du pont en arc. La résolution réelle des forces dépend de la conception du pont. Si aucune force de poussée horizontale n'est générée, la structure devient un treillis en forme d'arc qui est essentiellement une poutre courbée – voir le pont lune pour exemple. Si une poussée horizontale est générée mais que le sommet de l'arc est une articulation cylindrique (pin joint), on parle alors d'arc à trois articulations. S'il n'y a pas de charnière au sommet, il s'agira normalement d'un arc à deux articulations. Dans le pont de fer illustré ci-dessous, la structure de chaque cadre imite le type de structure qui était auparavant en bois. Une telle structure en bois utilise des poutres étroitement ajustées et articulées ensemble, de sorte que les éléments à l'intérieur des cadres ne sont pas libres de se déplacer les uns par rapport aux autres, car ils le sont dans une structure en treillis articulée qui permet une rotation au niveau des articulations. De telles structures rigides (qui imposent des contraintes de flexion aux éléments) ont été développées au XXe siècle sous le nom de poutre Vierendeel.

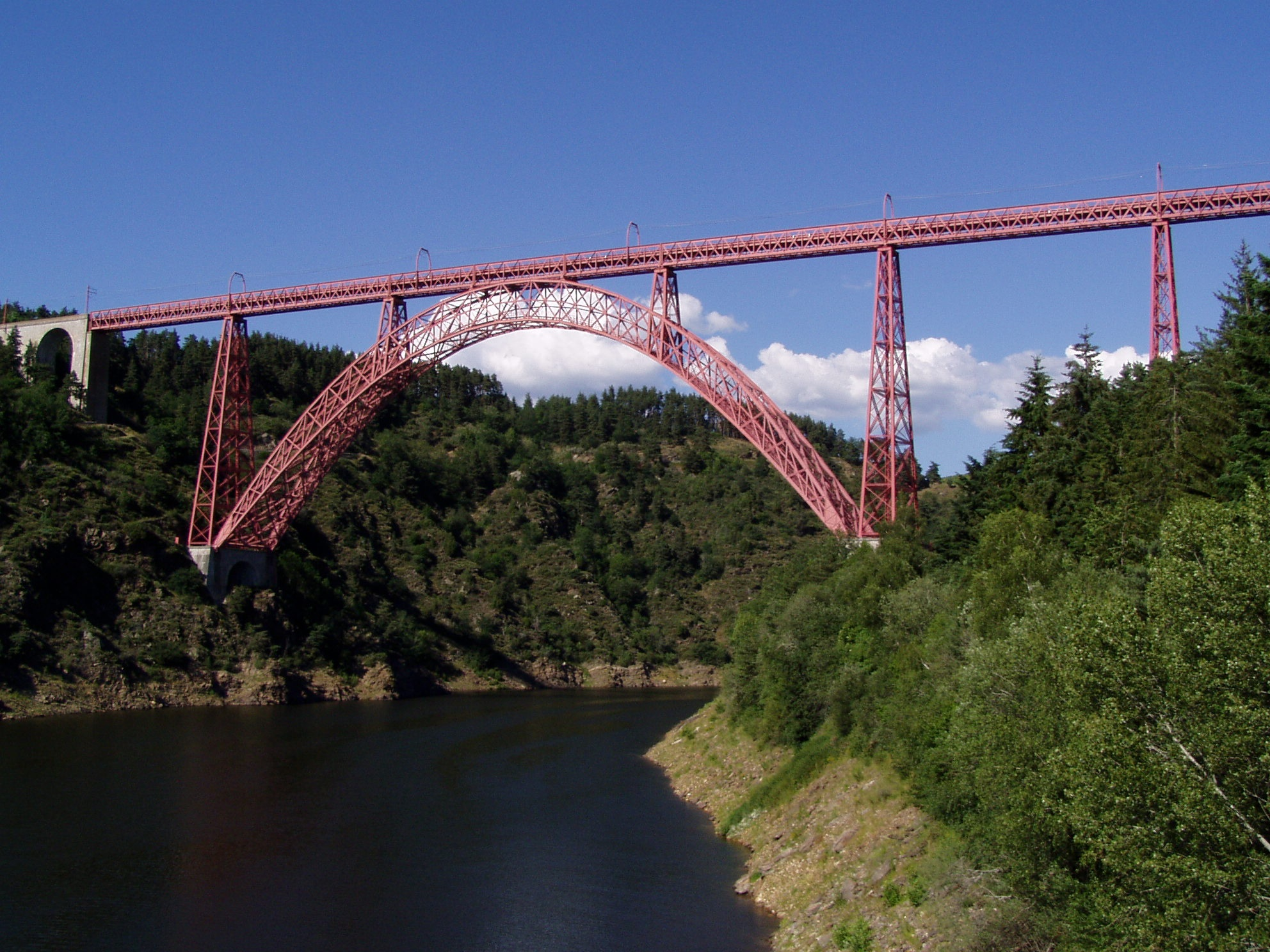
Viaduc de Garabit, un type d'arc de poussée employant une forme caténaire (Voir aussi catenary arch)
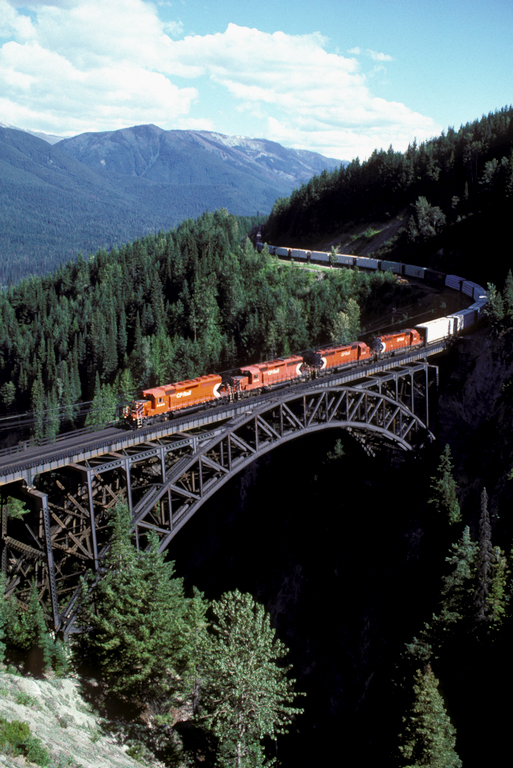
Le pont du ruisseau Stoney porte le Canadien Pacifique.
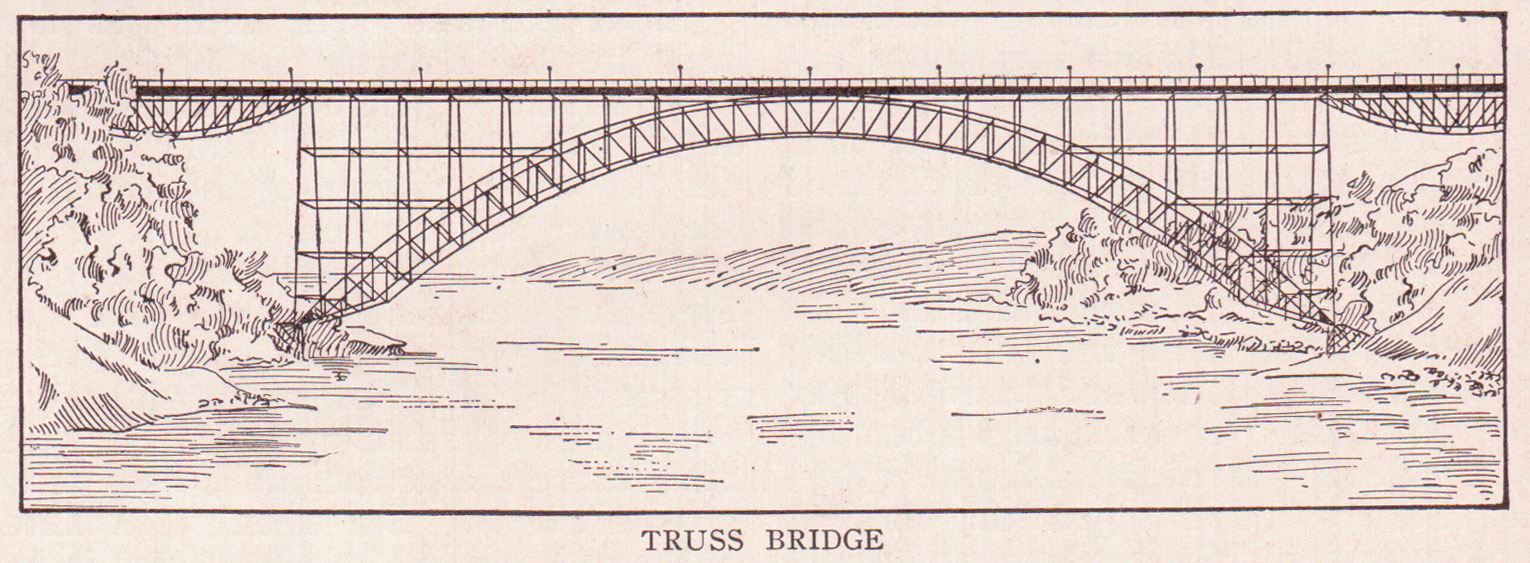
Illustration d'un pont en arc en treillis, montrant le Honeymoon Bridge (en) sur la rivière Niagara(1917).

## Exemples
- Pont Maria Pia (1877), l'arc pionnier à deux articulations de Gustave Eiffel.
- Hurricane Deck Bridge (en) (1936), le dernier pont en treillis sur le lac des Ozarks, dans le centre du Missouri.
- Pont I-35W sur le fleuve Mississippi (1967) pont qui s'est effondré en 2007 à Minneapolis, Minnesota, États-Unis.
- Navajo Bridge et pont plus récent (1995) de même construction générale, chacun construit sous forme de porte-à-faux non soutenus reliés par une articulation centrale.
- Pont de Chaotianmen, le plus grand